# Magdalena Moons

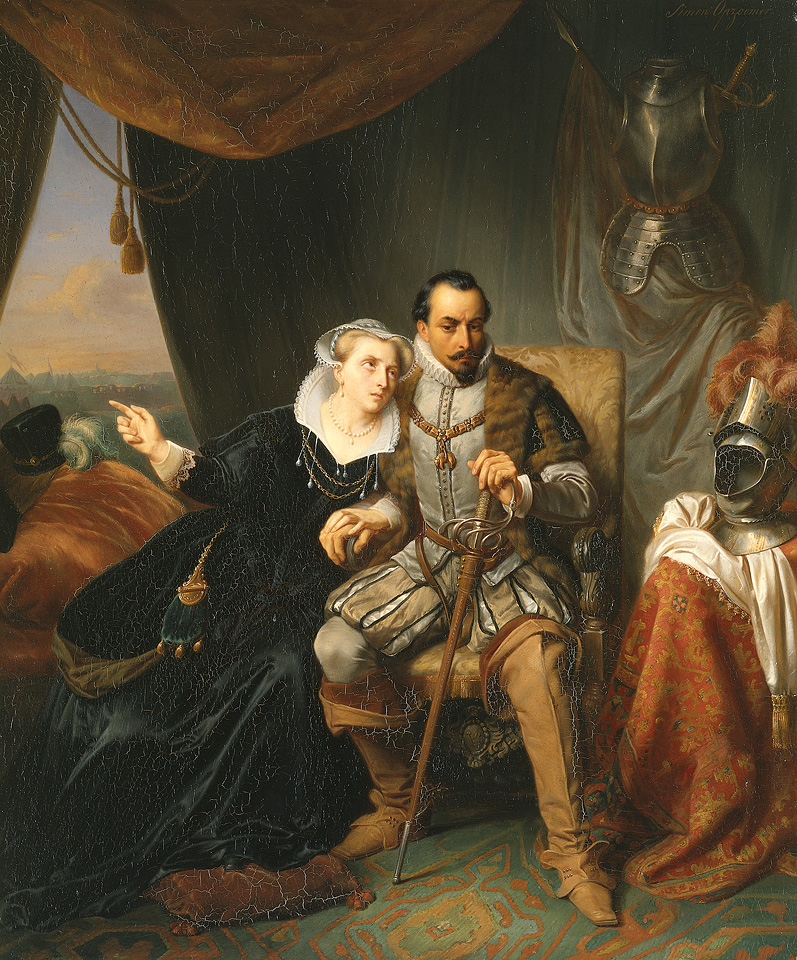
Målning av Magdalena Moons och Francisco Valdez.

Magdalena Moons, född 24 januari 1541 i Haag, död 15 juni 1613 i Utrecht, var berömd för sin roll under belägringen av Leiden 1574. 
Dotter till Pieter Moons (1488-1545), domare, och Johanna Sombeecke (d. 1578). Gift med Francisco Valdez (d. 1581?), arméofficer, 1597 i Rijswijk med Willem de Bye (1536-1605), och 1606 i Voorburg med Jurriaan van Lennep (ca 1560-1615). Hennes bror var 1572-73 borgmästare i det av orangisterna kontrollerade Haag 1572. 1574 belägrades Leyden av spanjorerna. Moons, som då hade ett förhållande med Valdez, lovade att gifta sig med honom om han upphörde med attackerna mot den svältande staden några dagar, eftersom hon visste att staden svalt och släktingar till henne då befann sig där. Han gick med på detta, med följden att undsättning hann fram och belägringen bröts. 
Berättelsen var berömd redan i sin samtid och skildrades ofta av båda sidor av konflikten. I Leiden grundades senare en Magdalena Moons-förening.